# Gorgofone
Gorgofone (in greco antico: Γοργοφόνη?, Gorgophónē) è un personaggio della mitologia greca. Fu regina di Messene e di Sparta.

## Genealogia
Figlia di Perseo ed Andromeda, sposò Periere ed Ebalo e divenne madre di Afareo, Leucippo, Tindaro, Icario ed Arene. La paternità di Tindaro e Icario è attribuita da Apollodoro a Periere, mentre da Pausania a Ebalo.

## Mitologia
Gorgofone si sposò due volte ed entrambe con un re.
Il primo fu Periere (re di Messenia) ed alla sua morte sposò Ebalo (re di Sparta).
Fu seppellita ad Argo vicino alla collina dove fu sepolta la testa della Medusa, che fu tagliata da suo padre Perseo.